# ۹۰۶ (میلادی)

## رویدادها
- آوریل: زمین‌لرزه وایوتس‌جور ارمنستان. این زمین لرزه شماری آبادی و دیر، از جمله دیرهای کاراکوپ و خوتا کریتس، را ویران کرد. رشته دراز پسلرزه‌ها سبب شد که منطقه مدتی متروک بماند.